# گولدیی
گولدیی (به لاتین: Guldy) یک منطقهٔ مسکونی در روسیه است که در شهرستان کایتاگسکی واقع شده‌است.